# Иванов, Игорь Анатольевич
Игорь Анатольевич Иванов (Род. 15 декабря 1962 года, Ленинград) — автор арт-объектов и панно, график.

## Биография

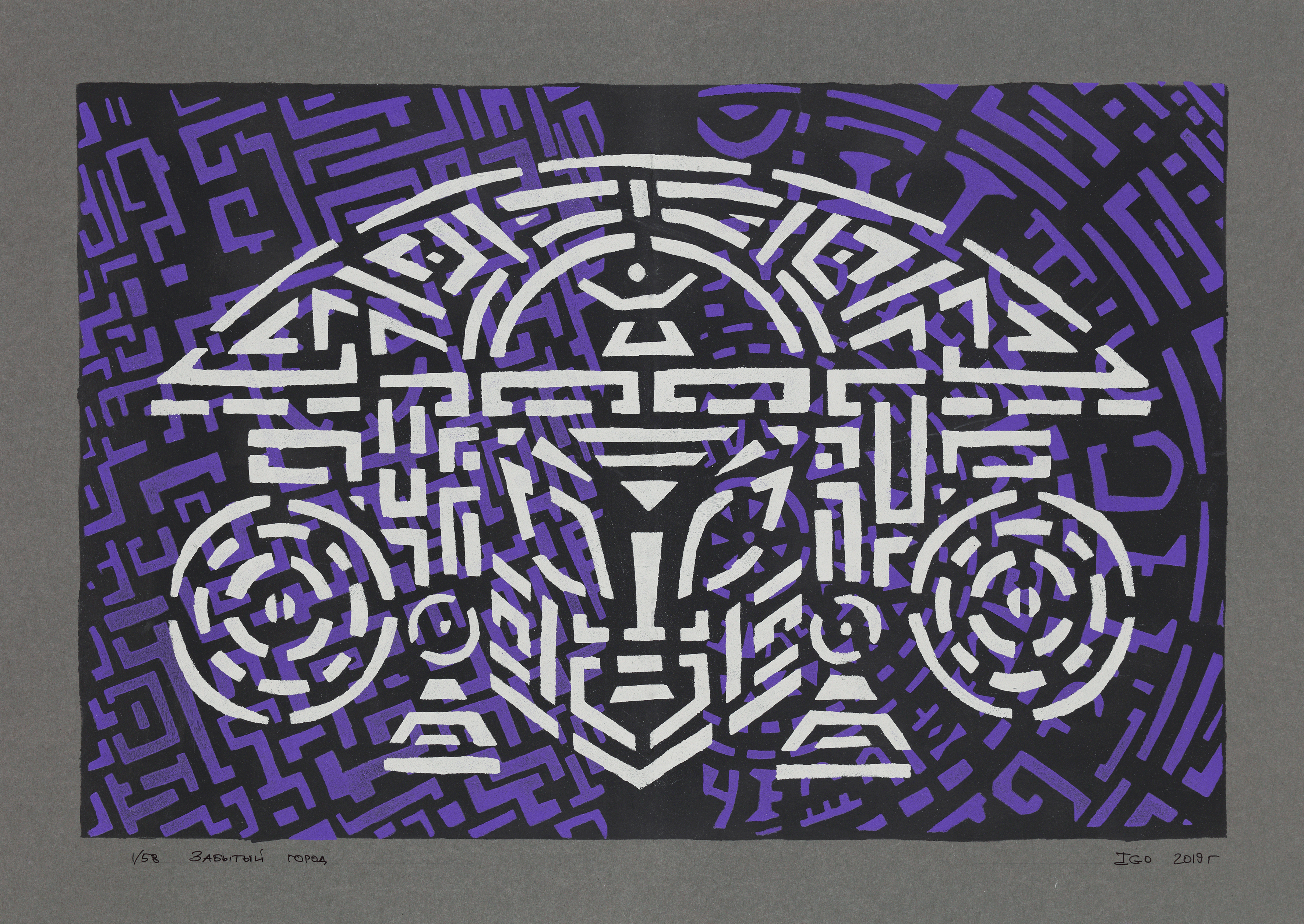
Забытый город (для проекта Город как субъективность художника). 2019, 42 х 59,4 см, б., цветной трафарет

Игорь Иванов Автор получил начальное образование в Детской художественной школе (Ленинград). Впоследствии обучался интерьерному проектированию, художественному оформлению, изучал архитектуру в Ленинградском строительно-архитектурном колледже. Проектирует жилые и общественные интерьеры. Занимается книжным и прикладным дизайном; оформлением выставок и мероприятий. Как художник работает в собственной манере, используя разнообразные детали и запчасти от бытовой техники и электроники. Интересуется обширной проблематикой человека в мире: экологией, древней историей и научной фантастикой, космосом и уфологией. Игорь Иванов призывает присоединиться к нему в разнообразном использовании в искусстве вторичных материалов во избежание ещё большего ухудшения экологической среды планеты Земля.
Многие визуально-пластические находки удивляют не только ностальгической нотой, отсылающей к футуристическим иллюстрациям романов научно- фантастического жанра и которые запоминаются, прежде всего, именно невероятными иллюстрациями, а лишь затем, текстом, но и, также, впечатляющей глубиной отсылок к архаике и мифологии, ставших визитной карточкой художника.

Увлекая своего зрителя в недра Земли и глубины океана, работы как всегда аскетичны в выборе вводимого в монохромную палитру вспомогательного цвета. Этот стилистический прием позволяет обратить все внимание на строгую гармонию композиции, ритмы фактур и необыкновенный сюжет, вдыхающий жизнь в каждую поведанную историю картины. Персонажи гротескны и обаятельны, одновременно устрашая своей правдоподобной вселенной и притягивая недосказанностью будущего. Мифология древних народов служит источником вдохновения и интегрируется в условия технического прогресса изображаемых цивилизаций, а загадки наследия Атлантиды порождают необыкновенные антропоморфные эксперименты.
В 2019-2020 гг. стал одним из участников серии выставок большого группового проекта в формате книги художника — Город как субъективность художника, для которого создал композицию "Забытый город" (2019) и группу арт-объектов.
Живёт и работает в Санкт-Петербурге. Последние годы мастерская художника базируется в АртМузе.

## Музейные коллекции
- ГМИИ им. Пушкина. (Москва).
- Государственный Русский музей. Отдел гравюры XVIII—XXI веков[9].
- Музей нонконформистского искусства (Санкт-Петербург).
- Артмуза (Санкт-Петербург).

## Выставки
С 1998 года Игорь Иванов принимал участие во многих коллективных выставках в Санкт-Петербурге (в т.ч. таких значительных, как «Коллаж в России. XX век» Русского музея), в России и за рубежом. У него состоялось 25 персональных показов.

## Интервью
- Петербургский художник творит футуристическое искусство из вторсырья. Лана Конокотина. НТВ — Санкт-Петербург. «Сегодня — Санкт-Петербург». 2022, 1 февраля. 19:30.